# ヌ (스테가나)
ㇴ는 ヌ의 코가키 가타카나이며 아이누어에 사용되는 가나의 하나이다. 앞의 음과 짝을 지어서 1모라를 형성한다. 보통은 일본어에서는 사용되지 않는다.
어말의 자음으로 사용되며 발음은 ‘ン’에 가깝지만 ‘ン’, ‘ㇺ’와는 다르다.
아이누어 문헌에 대해서도 대부분 나오지 않는 문자이며 사용되는 일은 드물다.

## ㇴ에 관한 여러 사항
- 아이누어에 대응하는 목적으로 JIS X 0213에 추가된 가나의 하나이다.
- 일본어에서 부정을 나타내는 ‘ぬ’를 표시할 경우에 스테가나로 이 글자를 사용하는 경우가 있다.

## 같이 보기
- ぬ
- 아이누어